# Anbar Sar
Anbar Sar (em persa: انبارسر, também romanizada como Anbār Sar; também conhecida como Sar Anbār) é uma aldeia do distrito rural de Dehgah, situada no condado de Astaneh-ye Ashrafiyeh, na província de Gilan, no Irã. Segundo o censo de 2006, sua população era de 938, em 291 famílias.